# Список эпизодов мультсериала «Приключения Джимми Нейтрона, мальчика-гения»
В данном разделе представлены все эпизоды мультсериала Приключения Джимми Нейтрона. Приключения Джимми Нейтрона: мальчика-гения — это американский мультипликационный CGI-сериал, созданный по мотивам полнометражного мультфильма 2001 года «Джимми Нейтрон, вундеркинд», который претендовал на премию Оскар за лучший анимационный полнометражный фильм 2001 года, но проиграл мультфильму «Шрек».
Мультсериал рассказывает о приключениях сверходарённого мальчика по имени Джеймс (Джимми) Исаак Нейтрон, живущего в вымышленном городе под названием Ретровилль. Джимми Нейтрон большой изобретатель, но его гениальные изобретения часто создают ему неприятности. Часто показывается момент, в котором Джимми Нейтрон усиленно думает и напрягает свой мозг. Джимми часто это делает, когда все его другие идеи потерпели крах и действие эпизода — в своем апогее, в то время как изображения идей, пересекающих его разум и действие его мозга в полном действии, представлены в этот момент.

## Сезоны
| Сезон          | Серии          | Серии          | Даты показа      | Даты показа     |
| Сезон          | Серии          | Серии          | Первая серия     | Последняя серия |
| -------------- | -------------- | -------------- | ---------------- | --------------- |
| Пилотная серия | Пилотная серия | Пилотная серия | 7 сентября 1998  | 7 сентября 1998 |
| Фильм          | Фильм          | Фильм          | 21 декабря 2001  | 21 декабря 2001 |
| 1              | 20             | 20             | 20 июля 2002     | 5 сентября 2003 |
| 2              | 20             | 20             | 19 сентября 2003 | 9 июля 2004     |
| 3              | 21             | 21             | 11 ноября 2004   | 25 ноября 2006  |
| Спецвыпуски    | 3              | 3              | 7 мая 2004       | 21 июля 2006    |

## Эпизоды

### Пилотная серия (1998)
| Название | Режиссёр      | Автор сценария                                    | Дата премьеры   |
| --- | ------------- | ------------------------------------------------- | --------------- |
| «Runaway Rocketboy!» | Джон А. Дэвис | Джон А. Дэвис и Стив Одекерк Сюжет: Джон А. Дэвис | 7 сентября 1998 |
| Джимми (озвучивает Деби Деррибери) убегает после того, как его родители посадили его за то, что он сбросил Карла (озвучивает Роб Полсен) с крыши, но вскоре обнаруживает, что король Губот и его приспешник, Ооблар, пытаются захватить мир. Пока Хью и Джуди Нейтрон говорят о возвращении Джимми домой, Джимми мешает заговору желтокианцев и возвращается домой. Эпизод заканчивается тем, что Карл входит в дом и спрашивает, может ли он воспользоваться их туалетом. |               |                                                   |                 |

### Фильм (2001)
| Название | Режиссёр      | Автор сценария                                                                                   | Дата премьеры   |
| --- | ------------- | ------------------------------------------------------------------------------------------------ | --------------- |
| «Джимми Нейтрон: Мальчик-гений» «Jimmy Neutron: Boy Genius»                                                                 | Джон А. Дэвис | Джон А. Дэвис, Стив Одекерк, Дж. Дэвид Стем и Дэвид Н. Уайсс Сюжет: Джон А. Дэвис и Стив Одекерк | 21 декабря 2001 |
| Чрезвычайно умный десятилетний мальчик и его друзья должны спасти своих родителей после того, как их похитили инопланетяне. |               |                                                                                                  |                 |

### Первый сезон (2002—2003)
| № общий | № в сезоне | Название                                                           | Режиссёр                   | Автор сценария                                                      | Дата премьеры    |
| --- | ---------- | ------------------------------------------------------------------ | -------------------------- | ------------------------------------------------------------------- | ---------------- |
| 1 | 1          | «Когда атакуют штаны» «When Pants Attack»                          | Кейт Алькорн               | Телесценарий: Стивен Бэнкс Сюжет: Гордон Брессак и Чарльз М. Хауэлл | 20 июля 2002     |
| Штаны — они просто созданы для того, чтобы швырнуть их на середину комнаты, вернувшись из школы. Пробежаться по ним пару раз, торопясь на кухню. А потом… А потом — изобрести брюки, которые сами запрыгивают на вешалку. Убегают от владельца. Отправляются завоевывать мир! |            |                                                                    |                            |                                                                     |                  |
| 2a | 2a         | «Обычный мальчик» «Normal Boy»                                     | Кейт Алькорн               | Джет Спингарн                                                       | 6 сентября 2002  |
| Джимми изобретает дренажный аппарат для мозгов, чтобы снизить уровень своего интеллекта и сделать свой ум «нормальным», поскольку его гениальность начинает раздражать жителей Ретровилля, в том числе и его маму, но он становится слишком глупым. |            |                                                                    |                            |                                                                     |                  |
| 2b | 2a         | «Рождение коммерсанта» «Birth of a Salesman»                       | Кейт Алькорн               | Стивен Бэнкс                                                        | 6 сентября 2002  |
| Чтобы победить Синди в конкурсе по продаже конфет, Джимми изобретает робота-продавца, который не принимает отказа от покупателей. Ситуация выходит из-под контроля, когда «идеальный продавец» устраивает аукцион, на котором Синди покупает самого Джимми! |            |                                                                    |                            |                                                                     |                  |
| 3a | 3a         | «Бробот» «Brobot»                                                  | Кейт Алькорн               | Эван Гор и Хизер Ломбард Сюжет: Джон А. Дэвис                       | 13 сентября 2002 |
| Джимми скучно и одиноко, и он считает, что жить гораздо веселее, если у тебя есть младший брат. Он создаёт себе искусственного брата-робота по имени Бробот, но тот оказывается слишком надоедливым. |            |                                                                    |                            |                                                                     |                  |
| 3b | 3b         | «Временное ускорение» «The Big Pinch»                              | Кейт Алькорн               | Джет Спингарн                                                       | 13 сентября 2002 |
| Чтобы доказать Синди, что она неправа, Джимми ускоряет время и привозит из прошлого Томаса Эдисона. Но Эдисон влюбляется в учительницу Джимми Мисс Фоул и не желает возвращаться в своё время. |            |                                                                    |                            |                                                                     |                  |
| 4a | 4a         | «Бабушка-младенец» «Granny Baby»                                   | Кейт Алькорн               | Эндрю Николлс и Даррелл Викерс Сюжет: Джон А. Дэвис                 | 20 сентября 2002 |
| Родители оставляют Джимми присматривать за бабушкой, и он изобретает химический препарат, который превращает её в младенца. |            |                                                                    |                            |                                                                     |                  |
| 4b | 4b         | «Время — деньги» «Time Is Money»                                   | Кейт Алькорн               | Стив Одекерк                                                        | 20 сентября 2002 |
| Джимми отправляется назад в прошлое, чтобы убедить своего отца вложить деньги в сеть ресторанов. Тогда его семья разбогатеет, и родители купят Джимми серию дорогих энциклопедий, но прибыв, он обнаруживает, что родители стали слишком равнодушны к нему. |            |                                                                    |                            |                                                                     |                  |
| 5a | 5a         | «Сокровища со дна моря» «Raise the Oozy Scab»                      | Майк Гасуэй                | Джет Спингарн                                                       | 27 сентября 2002 |
| Джимми и его друзья отправляются на самое дно моря, чтобы забрать сундук с сокровищами, и сталкиваются с гигантским кальмаром. |            |                                                                    |                            |                                                                     |                  |
| 5b | 5b         | «Мне снится Джимми» «I Dream of Jimmy»                             | Кейт Алькорн               | Эндрю Николлс и Даррелл Викерс                                      | 27 сентября 2002 |
| Карлу снятся странные ночные кошмары, и Джимми решает отправиться в его сны, чтобы узнать, что его так пугает. Но ситуация выходит из-под контроля, и чтобы вернуться обратно, Джимми нужно доказать Карлу, что он спит. А для этого нужно совершить что-то невероятное, например, поцеловать Синди. |            |                                                                    |                            |                                                                     |                  |
| 6a | 6a         | «Джимми на льду» «Jimmy on Ice»                                    | Майк Гасуэй и Кейт Алькорн | Джин Грилло                                                         | 4 октября 2002   |
| Спасая Ретровилль от жары, Джимми случайно замораживает его и навлекает на себя гнев всех жителей города. |            |                                                                    |                            |                                                                     |                  |
| 6b | 6b         | «Конкурс талантов» «Battle of the Band»                            | Кейт Алькорн               | Спенсер Грин                                                        | 4 октября 2002   |
| Джимми, Карл и Шин создают рок-группу, чтобы победить своих главных конкурентов, Сидни и Либби, на конкурсе талантов. И им это почти удаётся, но проблема в том, что каждый из них хочет быть главной звездой! |            |                                                                    |                            |                                                                     |                  |
| 7a | 7a         | «Джимми — невидимый супербегун» «See Jimmy Run»                    | Кейт Алькорн               | Бутч Хартман и Стив Мармел                                          | 14 октября 2002  |
| Джимми изобретает быстро бегающие кроссовки. Но они выходят из под контроля и становятся слишком быстро бегающими. |            |                                                                    |                            |                                                                     |                  |
| 7b | 7b         | «Обмен телами» «Trading Face»                                      | Майк Гасуэй                | Эндрю Николлс и Даррелл Викерс                                      | 14 октября 2002  |
| Во время телефонного звонка Синди, Джимми меняется с ней телами. Надо, как можно скорее поменяться обратно! |            |                                                                    |                            |                                                                     |                  |
| 8a | 8a         | «Фантом Рэтроленда» «Phantom of Retroland»                         | Кейт Алькорн               | Эндрю Николлс и Даррелл Викерс                                      | 30 октября 2002  |
| «…Все знают о Фантоме. Он носит длинный чёрный плащ, вместо правой ноги у него генуэзская салями, и он рыщет по парку после полуночи в поисках жертвы на обед!» Согласно всему вышеизложенному, Фантом Рэтроленда — тип довольно опасный. Но Джимми Нейтрон не просто готов встретиться с ним — он берётся доказать, что Фантом — всего лишь очередная городская легенда!                                   |            |                                                                    |                            |                                                                     |                  |
| 8b | 8b         | «Мой сын — хомяк» «My Son, the Hamster»                            | Майк Гасуэй                | Джин Грилло                                                         | 30 октября 2002  |
| Джимми случайно поменялся телами с хомяком. Осталось ещё отыскать хомяка... |            |                                                                    |                            |                                                                     |                  |
| 9a | 9a         | «Дежурный монстр» «Hall Monster»                                   | Майк Гасуэй                | Стивен Бэнкс                                                        | 1 ноября 2002    |
| Джимми назначают дежурным, и он становится очень опасным не только для нарушителей, но и для его друзей. |            |                                                                    |                            |                                                                     |                  |
| 9b | 9b         | «Виртуальный день рождения» «Hypno-Birthday to You»                | Кейт Алькорн               | Дарвин Викерс                                                       | 1 ноября 2002    |
| Джимми решает отпраздновать день рождения, хотя до него 3 месяца. Он гипнотизирует своих родителей, но происходит ошибка и Джимми празднует день рождения несколько дней подряд. |            |                                                                    |                            |                                                                     |                  |
| 10a | 10a        | «Время хрустеть» «Krunch Time»                                     | Кейт Алькорн               | Эван Гор и Хизер Ломбард                                            | 15 ноября 2002   |
| Джимми изобретает конфеты, настолько вкусные, что они вызывают зависимость почти у всех жителей города. |            |                                                                    |                            |                                                                     |                  |
| 10b | 10b        | «С ДНК шутки плохи» «Substitule Creature»                          | Майк Гасуэй                | Дарвин Викерс                                                       | 15 ноября 2002   |
| Джимми случайно превращает Мисс Фолл в 50-футовую зелёную женщину, и она начинает терроризировать весь город излишним нравоучительством. Данный эпизод отсылка к фильму "Нападение гигантской женщины" |            |                                                                    |                            |                                                                     |                  |
| 11a | 11a        | «Первым делом безопасность» «Safety First»                         | Майк Гасуэй                | Эндрю Николлс и Даррелл Викерс                                      | 30 ноября 2002   |
| Джимми изобретает роботов, которые называются наноботами. Они решают во всём помогать хозяину, но делают всё неправильно. |            |                                                                    |                            |                                                                     |                  |
| 11b | 11b        | «Шина обокрали» «Crime Sheen Investigation»                        | Кейт Алькорн               | Эндрю Николлс и Даррелл Викерс                                      | 30 ноября 2002   |
| Шин вернулся к дереву и увидел, что его любимого Ультралорда украли. Карл и Джимми пытаются помочь ему. Им нужно лишь узнать, кто преступник. |            |                                                                    |                            |                                                                     |                  |
| 12a | 12a        | «Путешествие к центру Карла» «Journey to the Center of Carl»       | Кейт Алькорн               | Стивен Бэнкс                                                        | 31 января 2003   |
| Джимми изобретает пластырь, который создаёт видимость того, что человек заболел, но неожиданно все у кого были эти пластыри, заболевают по настоящему. И что решает сделать Джимми? Отправляется с Шином внутрь Карла! |            |                                                                    |                            |                                                                     |                  |
| 12b | 12b        | «Ах! Дикая местность!» «Aaughh!! Wilderness!!»                     | Майк Гасуэй                | Джин Грилло                                                         | 31 января 2003   |
| Джимми отправляется вместе с Шином и Карлом и со своим отцом в поход. |            |                                                                    |                            |                                                                     |                  |
| 13a | 13a        | «Вечеринка у Нейтрона» «Party at Neutron’s»                        | Кейт Алькорн               | Стивен Бэнкс                                                        | 17 февраля 2003  |
| Что делать, когда впереди свободный вечер, родителей нет дома и в распоряжении Нейтрона целый дом? Конечно, изобретать новые полезные вещи! Но верные друзья всегда готовы спасти товарища от верной гибели в чертежах и инструментах — у Джимми будет вечеринка! Вот только сам он, похоже, не очень понимает, что происходит…                                                                             |            |                                                                    |                            |                                                                     |                  |
| 13b | 13b        | «Супер Шин» «Ultra Sheen»                                          | Кейт Алькорн               | Джин Грилло                                                         | 17 февраля 2003  |
| Джимми и Шин попадают в игру и чтобы выйти из самой игры её нужно выиграть, но это не так легко. |            |                                                                    |                            |                                                                     |                  |
| 14a | 14a        | «Телевизионный блюз» «Broadcast Blues»                             | Майк Гасуэй                | Джин Грилло                                                         | 14 марта 2003    |
| Джимми поручают вести телепередачу, но ему начинают в этом активно мешать Синди и Либби. |            |                                                                    |                            |                                                                     |                  |
| 14b | 14b        | «Профессор Каламитус, я полагаю» «Professor Calamitous, I Presume» | Майк Гасуэй                | Стивен Бэнкс                                                        | 14 марта 2003    |
| Джимми попадает в плен к Профессору Каламитусу. |            |                                                                    |                            |                                                                     |                  |
| 1516 | 1516       | «Новое нападение Империи Яйцевидных» «The Egg-pire Strikes Back»   | Майк Гасуэй                | Джет Спингард                                                       | 25 апреля 2003   |
| - 1-я часть: На землю прилетает король Губот вместе с желтокиянцами, раскаивается и дарит всем жителем города подарки, но Джимми уверен, что он прилетел на Землю вовсе не с благими намерениями. - 2-я часть: Никто не верит в то, что король Губот готовит зловещий план. Джимми отчаивается, но тут ему помогает человек, от которого он и не ждал помощи — Синди. - Этот эпизод является часовой серией |            |                                                                    |                            |                                                                     |                  |
| 17a | 17a        | «Победоносный Хью» «Maximum Hugh»                                  | Кейт Алькорн               | Джон Крейн                                                          | 27 мая 2003      |
| Джимми вместе с отцом решает участвовать в конкурсных состязаниях для родителей и детей, но вспомнив прошлогодние проигрыши, улучшает возможности папы. |            |                                                                    |                            |                                                                     |                  |
| 17b | 17b        | «Неспящие в Ретровилле» «Sleepless in Retroville»                  | Майк Гасуэй                | Стивен Бэнкс                                                        | 27 мая 2003      |
| Джимми изобретает прибор специально для пижамных вечеринок: он готовит пиццу, рассказывает страшилки и выпускает подушки. Но из-за перегрузки пицца оживает и становится злой. |            |                                                                    |                            |                                                                     |                  |
| 18 | 18         | «Расступитесь, идёт Папуля» «Make Room for Daddy-O»                | Кейт Алькорн               | Стивен Бэнкс                                                        | 6 июня 2003      |
| Джимми решает сделать своего отца более крутым, но потом такой папа ему надоедает и он решает вернуть прежнего отца. |            |                                                                    |                            |                                                                     |                  |
| 19 | 19         | «Драгоценные камни» «A Beautiful Mine»                             | Майк Гасуэй                | Джин Грилло                                                         | 1 августа 2003   |
| Прямо перед домом Синди падает метеорит, в котором очень много драгоценных камней. И она вместе с Джимми, Либби, Шином и Карлом летит на планету забрать такие же камни. Там они встречают Космических бандитов, которые предупреждают их о том, что каждому из команды Джимми, захочется взять камни себе. Собственно, так и выходит.                                                                      |            |                                                                    |                            |                                                                     |                  |
| 20 | 20         | «Простите, другая эра» «Sorry, Wrong Era»                          | Кейт Алькорн               | Джин Грилло                                                         | 5 сентября 2003  |
| Джимми изобретает машину времени и показывает её своему отцу, который случайно отправляет его, Карла и Шина в эпоху динозавров. |            |                                                                    |                            |                                                                     |                  |

### Второй сезон (2003—2004)
| № общий | № в сезоне | Название                                                          | Режиссёр                    | Автор сценария                                           | Дата премьеры    |
| --- | ---------- | ----------------------------------------------------------------- | --------------------------- | -------------------------------------------------------- | ---------------- |
| 21 | 1          | «Пляжная мумия» «Beach Party Mummy»                               | Кейт Алькорн                | Стивен Бэнкс                                             | 19 сентября 2003 |
| Просмотр скучного документального фильма на школьном уроке — это занятие для маменькиных сынков, но не для гениального Джимми Нейтрона. Бесстрашные искатели приключений не сидят за партой — они отправляются в Египет, чтобы обнаружить таинственное захоронение настоящей принцессы, а затем попытаться выбраться оттуда целыми и невредимыми.                                                                                            |            |                                                                   |                             |                                                          |                  |
| 22a | 2a         | «Команда неудачников» «The Retroville 9»                          | Кейт Алькорн                | Стивен Бэнкс                                             | 3 октября 2003   |
| Джимми назначают капитаном бейсбольной команды, и его команда с чудовищным счётом проигрывает. Тогда Джимми изобретает биты и перчатки, с которыми не возможно проиграть. |            |                                                                   |                             |                                                          |                  |
| 22b | 2b         | «Молодые ворчуны» «Grumpy Young Men»                              | Кейт Алькорн                | Эндрю Николлс и Даррелл Викерс                           | 3 октября 2003   |
| Джимми, Карл и Шин хотят посмотреть фильм, но его нельзя смотреть лицам до 18 лет. Тогда Джимми решает увеличить возраст себя, Карла и Шина до 18 лет, но они неожиданно превращаются в стариков. |            |                                                                   |                             |                                                          |                  |
| 2324 | 34         | «Операция: Спасение Джета Фьюжена» «Operation: Rescue Jet Fusion» | Майк Гасуэй                 | Стивен Бэнкс                                             | 13 октября 2003  |
| 1-я часть: Неожиданно пропадает секретный агент Джет Фьюжен, и его поручают найти Джимми. 2-я часть: Джимми отправляется на гору Эверест. Позже он вместе с Джетом Фьюженом попадает в плен к Профессору Каламитусу. |            |                                                                   |                             |                                                          |                  |
| 25 | 5          | «Кошмар в Ретровилле» «Nightmare in Retroville»                   | Майк Гасуэй                 | Стивен Бэнкс                                             | 29 октября 2003  |
| Накануне Хеллоуина Джимми одевает Карла и Шина в костюмы вампира и оборотня, но неожиданно они становятся монстрами на самом деле. |            |                                                                   |                             |                                                          |                  |
| 26a | 6a         | «Охота на монстра» «Monster Hunt»                                 | Майк Гасуэй                 | Джин Грилло                                              | 11 ноября 2003   |
| Джимми, Шин и Карл узнают, что в озере завелся монстр. Они отправляются на озеро, чтобы доказать, что озёрный монстр - выдумка. |            |                                                                   |                             |                                                          |                  |
| 26b | 6b         | «Джимми — в президенты» «Jimmy for President»                     | Майк Гасуэй                 | Стивен Бэнкс                                             | 11 ноября 2003   |
| В Ретровильской школе выбирают президента класса. Претенденты на выбор − это Либби, которой помогает Синди, а также Джимми, Шин и новый ученик Болби. Кто же победит? |            |                                                                   |                             |                                                          |                  |
| 27 | 7          | «Возвращение наноботов» «Return of the Nanobots»                  | Майк Гасуэй                 | Джин Грилло                                              | 14 ноября 2003   |
| Джимми дорабатывает наноботов, которые, как и раньше, решают во всём помогать хозяину. Но в итоге это доходит до того, что они чуть не истребляют весь мир! |            |                                                                   |                             |                                                          |                  |
| 28 | 8          | «Рождество для Джимми» «Holly Jolly Jimmy»                        | Майк Гасуэй                 | Джин Грилло                                              | 8 декабря 2003   |
| Наступает Рождество, и все, кроме Джимми, верят в Санта-Клауса. И он решает отправиться на Северный полюс, чтобы убедиться в существовании Санты. Но в итоге ему приходится работать вместо Санты. |            |                                                                   |                             |                                                          |                  |
| 29 | 9          | «Любовный напиток № 976J» «Love Potion 976/J»                     | Кейт Алькорн                | Джин Грилло                                              | 13 февраля 2004  |
| Джимми сделал любовное зелье, чтобы потом сделать противоядие к нему, но по ошибке зелье попало в лабораторию. Оно заставляло влюбляться в первого попавшегося. Джимми влюбился в Синди, Шин в Либби, а Карл — в маму Джимми. Джимми отменил действие зелья, но осадок остался. |            |                                                                   |                             |                                                          |                  |
| 30 | 10         | «Мозг Шина» «Sheen's Brain»                                       | Майк Гасуэй                 | Джед Спингарн                                            | 8 марта 2004     |
| Джимми увеличивает мозг Шина, чтобы тот успешно написал контрольную и не остался на второй год. Но неожиданно мозг Шина очень сильно увеличивается и Шин становится злым, а также у него в любой момент может взорваться голова. |            |                                                                   |                             |                                                          |                  |
| 31a | 11a        | «Маманотрон лучше знает» «Maternotron Knows Best»                 | Кейт Алькорн                | Эндрю Николлс и Даррелл Викерс                           | 9 марта 2004     |
| Мама Джимми очень устаёт от своих обязанностей домохозяйки и уезжает в санаторий, но Джимми изобретает робота Маманотрона, который заменяет маму, но становится чересчур заботливым. |            |                                                                   |                             |                                                          |                  |
| 31b | 11b        | «Обращайтесь к клонам» «Send in the Clones»                       | Кейт Алькорн                | Стивен Бэнкс                                             | 9 марта 2004     |
| Джимми надо сделать много дел, но у него другие планы, и тогда он создает 6 своих клонов. |            |                                                                   |                             |                                                          |                  |
| 32a | 12a        | «Великое похищение яйца» «The Great Egg Heist»                    | Майк Гасуэй                 | Джин Грилло                                              | 10 марта 2004    |
| Некая японская принцесса Пегги Су предлагает Джимми, Шину, Карлу, Синди и Либби украсть яйцо из музея Ретровилля. Яйцо было успешно украдено, однако вместо Пегги оказывается Профессор Каламитус, решивший использовать яйцо в зловещих целях. |            |                                                                   |                             |                                                          |                  |
| 32b | 12b        | «Вражда» «The Feud»                                               | Майк Гасуэй                 | Джин Грилло                                              | 10 марта 2004    |
| Отцы, а позже и матери Джимми и Карла ссорятся, и запрещают детям общаться друг с другом. Тогда Джимми решает снова объединить их. |            |                                                                   |                             |                                                          |                  |
| 33 | 13         | «Прочь, проклятый свет» «Out, Darn Spotlight»                     | Майк Гасуэй                 | Стивен Бэнкс                                             | 11 марта 2004    |
| В школе ставят мюзикл и Джимми предлагают работу осветителя. Он изобретает прибор, который в точности передаёт дождь и так далее. Неожиданно исполнитель главной роли Ник сломал ногу и Джимми предлагают главную роль, но как назло Шин вызывает огромную бурю. |            |                                                                   |                             |                                                          |                  |
| 34 | 14         | «И пришёл старьёвщик» «The Junkman Cometh»                        | Майк Гасуэй                 | Стивен Бэнкс                                             | 12 марта 2004    |
| Некий Старьёвщик похищает родителей Бробота, а также Джимми с Карлом и Шином. |            |                                                                   |                             |                                                          |                  |
| 35a | 15a        | «Оседлать быка» «Foul Bull»                                       | Кейт Алькорн и Кирби Эткинс | Эндрю Николлс и Даррелл Викерс                           | 26 марта 2004    |
| Джимми пытается завоевать внимание девочки-ковбоя Салли. Он изобретает железного быка. Но неожиданно бык становится очень злым. |            |                                                                   |                             |                                                          |                  |
| 35b | 15b        | «Дело о научной ярмарке» «The Science Fair Affair»                | Кейт Алькорн и Кирби Эткинс | Джон П. МакКэнн                                          | 26 марта 2004    |
| Джимми дисквалифицируют с научной ярмарки, но зато вручают Нобелевскую премию юниоров за пылесос, перерабатывающий отходы. Он приходит посмотреть научную ярмарку, но из-за изобретения Болби изобретение Джимми начинает буйствовать. |            |                                                                   |                             |                                                          |                  |
| 36 | 16         | «Джимми, Тимми — мощь времени» «The Jimmy Timmy Power Hour»       | Кейт Алькорн и Бутч Хартман | Сюжет: Рико Холл Джин Грилло, Бутч Хартман и Стив Мармел | 7 мая 2004       |
| Тимми Тернер не сделал доклад, поэтому он обратился к Космо и Ванде, чтобы те отправили его в самую крупную лабораторию во вселенных-лабораторию Джимми Нейтрона. Тимми, попав в мир "Джимми Нейтрона", стал объемным обзавелся новыми друзьями-друзьями Джимми Нейтрона и влюбился в Синди Вортекс. А Джимми Нейтрон в это время попал в мир "Волшебных Родителей", потеряв свою объемность. Он с крестными Тимми стал бороться с Крокером. |            |                                                                   |                             |                                                          |                  |
| 37 | 17         | «Мужская работа» «Men at Work»                                    | Майк Гасуэй                 | Эндрю Николлс и Даррелл Викерс                           | 26 мая 2004      |
| Чтобы подзаработать денег, Джимми устроился на работу в ресторан. Правда, в начале он получил работу гамбургера, но потом он усовершенствовал ресторан. Однако ресторан вдруг взбесился. |            |                                                                   |                             |                                                          |                  |
| 38a | 18a        | «Могучие Уизеры» «The Mighty Wheezers»                            | Кейт Алькорн и Кирби Эткинс | Джин Грилло                                              | 7 июня 2004      |
| Джимми настолько надоедают болезни Уизеров, что он улучшает их возможности и Уизеры решают взобраться на Неустойчивую гору, но неожиданно их сила кончается. |            |                                                                   |                             |                                                          |                  |
| 38b | 18b        | «Мальчик за миллиард долларов» «Billion Dollar Boy»               | Кейт Алькорн и Кирби Эткинс | Джин Грилло                                              | 7 июня 2004      |
| Джимми выигрывает конкурс бумажных самолётиков у самого богатого человека города Юстаса Стрича и тот приглашает его к себе на вечеринку, а там устраивает пари на Годдарда. |            |                                                                   |                             |                                                          |                  |
| 3941 | 1921       | «Победи, проиграй и прощай» «Win, Lose and Kaboom!»               | Майк Гасуэй                 | Джед Спингарн, Стивен Бэнкс и Джин Грилло                | 9 июля 2004      |
| В Ретровилле падает огромный камень и Джимми решает расшифровать надпись на нём, но из-за Синди власти отправляют камень в секретное убежище. Позже Джимми, Карл, Шин, Синди, Либби и Болби расшифровывают надпись и пишут ответ, но неожиданно попадают на инопланетную передачу, на которой надо победить или Землю взорвут. |            |                                                                   |                             |                                                          |                  |

### Третий сезон (2004—2006)
| № общий | № в сезоне | Название                                                               | Режиссёр     | Автор сценария    | Дата премьеры  |
| --- | ---------- | ---------------------------------------------------------------------- | ------------ | ----------------- | -------------- |
| 4142 | 12         | «Атака твонков» «Attack of the Twonkies»                               | Кейт Алькорн | Джед Спингарн     | 11 ноября 2004 |
| 1-я часть: Джимми возвращается с кометы Твонкус 3 и случайно привозит с собой маленького зверька Твонки, которого берёт Карл. Неожиданно прямо на уроке Твонки размножается и у каждого ученика появляется свой Твонки, но вдруг Твонки Карла превращается в злого монстра. 2-я часть: Твонки по всему городу буйствуют. Джимми всех их ловит, однако они превращаются в огромного монстра. |            |                                                                        |              |                   |                |
| 43 | 3          | «Люди N» «The N-Men»                                                   | Майк Гасуэй  | Джин Грилло       | 27 ноября 2004 |
| Джимми, Карл, Шин, Синди и Либби отправляются в космос и обретают там суперспособности. Однако, всех кроме Джимми, отправляют в суперзащищённую камеру, а тем временем, Джимми превращается в огромного монстра. |            |                                                                        |              |                   |                |
| 44 | 4          | «Свет! Мотор! Опасность!» «Lights! Camera! Danger!»                    | Кейт Алькорн | Стивен Бэнкс      | 27 ноября 2004 |
| В Ретровилле объявляется конкурс на лучший сценарий. Известный режиссёр Квентин Смисси выбирает сценарий Джимми, но на съёмках ему и его друзьям постоянно грозит опасность, а тем временем под личиной Квентина скрывается профессор Каламитус. |            |                                                                        |              |                   |                |
| 45 | 5          | «Фантасмагория» «Fundemonium»                                          | Майк Гасуэй  | Том Шеппард       | 24 мая 2005    |
| Папа Джимми теряет работу и устраивается на фабрику игрушек и, чтобы отца в первый день не уволили, Джимми начинает дорабатывать игрушки. Когда он уснул, отец Джимми проникает в лабораторию и сажает в игрушку наноботов, которые увеличивают её до огромных размеров и сеют хаос в городе.                                                                                               |            |                                                                        |              |                   |                |
| 46 | 6          | «На необитаемом острове» «Stranded»                                    | Кейт Алькорн | Джед Спингарн     | 26 мая 2005    |
| Джимми вместе с Синди попадает на необитаемый остров, тем временем Карл, Шин и Либби пытаются их спасти. |            |                                                                        |              |                   |                |
| 47 | 7          | «Джимми поступает в колледж» «Jimmy Goes to College»                   | Майк Гасуэй  | Джин Грилло       | 27 мая 2005    |
| Джимми отправляют учиться в колледже, там он начинает дружить с талантливым учеником Сеймуром Нибельфартом. Но на самом деле он хочет выиграть известный научный приз "Гранд-Морано", на который Джимми претендует и, поэтому Сеймур старается унизить его изо всех сил. |            |                                                                        |              |                   |                |
| 48 | 8          | «Завтрашние мальчики» «The Tomorrow Boys»                              | Кейт Алькорн | Кристофер Пэинтер | 17 июня 2005   |
| Джимми случайно дарит Либби на её День Рождения мегало-маниум - вещество, которое делает злым. Потом Джимми отправляется в будущее, где Либби стала диктаторшей и послала за ними огромного робота. |            |                                                                        |              |                   |                |
| 4950 | 910        | «Лига злодеев» «The League of Villains»                                | Майк Гасуэй  | Стивен Бэнкс      | 18 июня 2005   |
| Король Губбот объединяет многих врагов Джимми, то есть Финбара Каламитуса, Прекрасную Красотку, малыша Эдди, Мусорщика, Бабушку Тейтерс, Космических бандитов и Юстуса Стрича, чтобы устранить Джимми. Финальный и решающий поединок. Сможет ли Джимми Нейтрон вместе с друзьями победить своих давних врагов?                                                                              |            |                                                                        |              |                   |                |
| 51a | 11a        | «Кто твоя мама» «Who's Your Mommy?»                                    | Майк Гасуэй  | Кристофер Пэинтер | 20 июня 2005   |
| К Карлу прицепилось странное животное и, когда Джимми снимает его, выясняется, что внутри Карла растёт неизвестное существо. Тем временем мама этого существа разрушает город, чтобы найти своего малыша. |            |                                                                        |              |                   |                |
| 51b | 11b        | «Борьба кузенов» «Clash of the Cousins»                                | Майк Гасуэй  | Джин Грилло       | 20 июня 2005   |
| Джимми подарил своей тёте Аманде и всей семье подарки, которые взрываются и только благодаря Годдарду семья спасается. Тем временем Джимми начинает подозревать кузину Аннабель и кузена Гомера, но истинным злодеем оказывается маленький ребёнок, его кузен - малыш Эдди. |            |                                                                        |              |                   |                |
| 52 | 12         | «Моя большая шпионская свадьба» «My Big Fat Spy Wedding»               | Майк Гасуэй  | Стивен Бэнкс      | 22 июля 2005   |
| Джет Фьюжен собирается жениться на Прекрасной Красотке. Джимми, как секретный агент, начинает подозревать о том, что Прекрасная Красотка замышляет злобный план. |            |                                                                        |              |                   |                |
| 53 | 13         | «Крадущийся Джимми, прячущийся Шин» «Crouching Jimmy, Hidden Sheen»    | Майк Гасуэй  | Джед Спингарн     | 18 ноября 2005 |
| Мастер кунг-фу Юи из Шангри-Ламы решает занять место избранного, то есть Шина и, для этого он похищает Либби. Тем временем Шин пытается освободить её. |            |                                                                        |              |                   |                |
| 54 | 14         | «Маленькие человечки в большом городе» «The Incredible Shrinking Town» | Кейт Алькорн | Стивен Бэнкс      | 23 января 2006 |
| Джимми случайно уменьшает всех людей города. Этим решают воспользоваться Космические бандиты - Зигс, Ти и Травалтрон. Они похищают всех людей и держат их на своём корабле. |            |                                                                        |              |                   |                |
| 55a | 15a        | «Один из нас» «One of Us»                                              | Кейт Алькорн | Стивен Бэнкс      | 24 января 2006 |
| По телевидению идёт шоу "Весёлое шоу" с Бабушкой Тейтерс. Через телевидение она гипнотизирует всех жителей города, кроме Джимми, а также Синди, так как она была на соревновании по карате. Поэтому за ними начинают гоняться жители города. |            |                                                                        |              |                   |                |
| 55b | 15b        | «Исчезновение» «Vanishing Act»                                         | Кейт Алькорн | Кристофер Пэинтер | 24 января 2006 |
| Джимми устраивает концерт, ради Бетти Куинлен, и становится фокусником. Но из-за ревности Синди - она, Джимми, Бетти, Карл и Шин попадают в загадочный портал. |            |                                                                        |              |                   |                |
| 56 | 16         | «Беда с клонами» «The Trouble with Clones»                             | Майк Гасуэй  | Джин Грилло       | 25 января 2006 |
| Злой клон Джимми устраивает хаос в городе, а потом создаёт копию Земли, на которой все люди очень злые. |            |                                                                        |              |                   |                |
| 57a | 17a        | «Скрытое зло» «The Evil Beneath»                                       | Кейт Алькорн | Том Шеппард       | 26 января 2006 |
| Джимми, Карл и Шин отправляются в Багамский квадрат, известный тем, что там пропало большое количество людей. Там, они чуть не превращаются в Море-людей, благодаря сумасшедшему учёному - доктору Мойсту. |            |                                                                        |              |                   |                |
| 57b | 17b        | «Карл Уизер, мальчик-гений» «Carl Wheezer: Boy Genius»                 | Кейт Алькорн | Стивен Бэнкс      | 26 января 2006 |
| Карл хочет встретиться с симпатичной девушкой - спортсменкой, которая приезжает в город. Для того, чтобы ей понравиться, он изображает умного учёного, а Джимми выставляет глупым ассистентом. |            |                                                                        |              |                   |                |
| 58a | 18a        | «Кто подставил Джимми Нейтрона» «Who Framed Jimmy Neutron?»            | Кейт Алькорн | Стивен Бэнкс      | 27 января 2006 |
| В Ретровильском банке происходит ограбление. Кто-то использует изобретения Джимми и, поэтому в тюрьму отправляют Джимми. Потом в тюрьму попадают Карл и Шин, потому что пытались устроить побег. Выясняется, что Джимми подставил шериф Буфорд Листоршекл. |            |                                                                        |              |                   |                |
| 58b | 18b        | «Флиппи» «Flippy»                                                      | Кейт Алькорн | Джед Спингарн     | 27 января 2006 |
| Чтобы папа, вместе со своей куклой Флиппи, выглядел достойно на Дне профессии, Джимми улучшает качество его шуток. Но Флиппи, начинает высасывать мозги из папы. |            |                                                                        |              |                   |                |
| 59a | 19a        | «Родительский день в школе» «How to Sink a Sub»                        | Кейт Алькорн | Джин Грилло       | 17 ноября 2006 |
| Джимми отправляет учителей в гиперкосмос и их заменяют родители. Джимми настолько это надоедает, что он решает сделать детей злыми, чтобы прогнать родителей из школы. Но по случайности, злыми становятся родители. |            |                                                                        |              |                   |                |
| 59b | 19b        | «Звезда новостей» «Lady Sings the News»                                | Кейт Алькорн | Джед Спингарн     | 17 ноября 2006 |
| Начинают идти новости, а Либби назначают ведущей раздела сплетен. Её сплетни расходятся по всему городу и Либби становится звездой этого шоу. |            |                                                                        |              |                   |                |
| 60 | 20         | «Король Марса» «King of Mars»                                          | Майк Гасуэй  | Джин Грилло       | 25 ноября 2006 |
| Джимми пытается получить источник силы на Марсе, но ему мешает Юстус Стрич. В конце концов он вместе с Юстусом доходит до источника силы, но на них нападают злые марсияне. |            |                                                                        |              |                   |                |
| 61a | 21a        | «Эль Магнифико» «El Magnifico»                                         | Кейт Алькорн | Кристофер Пэинтер | 25 ноября 2006 |
| Папа Шина считает, что его сын больше любит Ультралорда, чем его. Поэтому он, с помощью Джимми, становится супергероем Эль Магнифико. Он начинает спасать мир, но его сила кончается прямо, когда на них напал крокодил. |            |                                                                        |              |                   |                |
| 61b | 21b        | «Самый лучший» «Best in Show»                                          | Кейт Алькорн | Стивен Бэнкс      | 25 ноября 2006 |
| Объявляется конкурс домашних животных. Годдарда дисквалифицируют, потому что он - робот. Поэтому он считает себя ненужным хозяину и уходит от него. |            |                                                                        |              |                   |                |

### Спецвыпуски (2004—2006)
| № | Название                                                                                              | Режиссёр                                   | Автор сценария                                                                                        | Дата премьеры  |
| --- | --- | ------------------------------------------ | --- | -------------- |
| 1 | «Джимми и Тимми: Мощь времени» «The Jimmy Timmy Power Hour»                                           | Кейт Алькорн и Бутч Хартман                | Сюжет: Рико Холл Сценарий: Джин Грилло, Бутч Хартман и Стив Мармел                                    | 7 мая 2004     |
| Тимми Тернер не сделал доклад, поэтому он обратился к Космо и Ванде, чтобы те отправили его в самую крупную лабораторию во вселенных-лабораторию Джимми Нейтрона. Тимми, попав в мир "Джимми Нейтрона", стал объемным обзавелся новыми друзьями-друзьями Джимми Нейтрона и влюбился в Синди Вортекс. А Джимми Нейтрон в это время попал в мир "Волшебных Родителей" ,потеряв свою объемность. Он с крестнымы Тимми стал бороться с Крокером. | |                                            | |                |
| 2 | «Джимми и Тимми: Мощь времени 2: Битва болванов!» «The Jimmy Timmy Power Hour 2: When Nerds Collide!» | Keith Alcorn, Mike Gasaway & Butch Hartman | Сюжет : Gene Grillo, Steve Marmel, Jed Spingarn & Jack Thomas Written by : Gene Grillo & Steve Marmel | 16 января 2006 |
| Джимми и Тимми сражаются из-за Синди, одновременно пытаясь спасти Диммсдейл от Анти-Фей и Ретровилля от профессора Каламитуса. Впервые в Диммсдейле оказываются друзья Джимми, а не просто Джимми, а феи Тимми оказываются в Ретровилле, а не только Тимми. | |                                            | |                |
| 3 | «Джимми и Тимми: Мощь времени 3: Безмозглые!» «The Jimmy Timmy Power Hour 3: The Jerkinators!»        | Кейт Алькорн, Майк Гасуэй и Бутч Хартман   | Стив Мармел и Джед Спингарн                                                                           | 21 июля 2006   |
| Джимми и Тимми объединяют усилия, чтобы спасти обе свои вселенные от уничтожения злым монстром, созданным ими самими, что почти приводит к потере их друзей. | |                                            | |                |

## Издания
| Название | Название                 | Сезон(-ы) | Кол-во эпизодов | Дата выхода      | Эпизоды |
| -------- | ------------------------ | --------- | --------------- | ---------------- | --- |
|          | Confusion Fusion         | 1         | 9               | 27 мая 2003      | «Когда атакуют штаны», «Обычный мальчик», «Рождение коммерсанта», «Бробот», «Временное ускорение», «Бабушка-младенец», «Время — деньги», «Джимми на льду» и «Конкурс талантов» |
|          | Sea of Trouble           | 1         | 10              | 7 октября 2003   | «Сокровища со дня моря», «Фантом Ретроленда», «Виртуальный день рождения», «Дежурный монстр», «Обмен телами», «Путешествие к центру Карла», «Мне снится Джимми», «С ДНК шутки плохи», «Телевизионный блюз» и «Профессор Каламитус, я полагаю» |
|          | Jet Fusion               | 1-2       | 7               | 3 февраля 2004   | «Операция: Спасение Джета Фьюжена», «Мой сын — хомяк», «Джимми — невидимый супербегун», «Время хрустеть», «Первым делом безопасность», «Команда неудачников» и «Молодые ворчуны» |
|          | Jimmy Timmy Power Hour   | 1-2       | 4               | 11 мая 2004      | Первый Джимми и Тимми: Мощь времени, «Шина обокрали», «Неспящие в Ретровилле» и «Победоносный Хью» |
|          | Attack of the Twonkies   | 1—3       | 4               | 16 ноября 2004   | «Атака твонков», Обращайтесь к клонам", «Драгоценные камни» и «И пришёл старьёвщик» |
|          | Nick Picks Vol. 1        | 2         | 1               | 24 мая 2005      | «Джимми и Тимми: Мощь времени» |
|          | Nick Picks Vol. 2        | 1         | 1               | October 18, 2005 | «Неспящие в Ретровилле» |
|          | Nick Picks Vol. 3        | 1         | 1               | 7 февраля 2006   | «Бробот» |
|          | Jimmy Timmy Power Hour 2 | 1—3       | 3               | March 14, 2006   | «Джимми и Тимми: Мощь времени 2: Битва болванов!», «Мне снится Джимми» и «Кошмар в Ретровилле» |
|          | Nick Picks Vol. 4        | 1         | 1               | 6 июня 2006      | «Временное ускорение» |
|          | Jimmy Timmy Power Hour 3 | 1—3       | 3               | 25 июля 2006     | «Джимми и Тимми: Мощь времени 3: Безмозглые!», «Супер Шин» и «Вражда» |
|          | Nick Picks Vol. 5        | 3         | 1               | 13 марта 2007    | «Беда с клонами» |
|          | The Best of Season 1     | 1         | 16              | 16 сентября 2008 | «Бробот», «Временное ускорение», «Обычный мальчик», «Рождение коммерсанта», «Скоровища со дна моря», «Мне снится Джимми», «Новое нападение Империи Яйцевидных», «Телевизионный блюз», «Профессор Каламитус, я полагаю», «Дежурный монстр», «Виртуальный день рождения», «Мой сын — хомяк», «Бабушка-младенец», «Время — деньги», «Время хрустеть» и «С ДНК шутки плохи» |
|          | The Best of Season 2     | 1-2       | 14              | 16 сентября 2008 | «Кошмар в Ретровилле», «Мозг Шина», «Маманотрон лучше знает», «Обращайтесь к клонам», «Великое похищение яйца», «Вражда», «Команда неудачников», «Молодые ворчуны», «Драгоценные камни», «Возвращение наноботов», «Прочь, проклятый свет», «И пришёл старьёвщик», «Оседлать быка» и «Дело о научной ярмарке»                                                            |
|          | The Best of Season 3     | 3         | 13              | 16 сентября 2008 | «Свет! Мотор! Опасность!», «Крадущийся Джимми, прячущийся Шин», «Маленькие человечки в большом городе», «Один из нас», «Исчезновение», «Фантасмагория», «Завтрашние мальчики», «Кто твоя мама», «Борьба кузенов», «Джимми поступает в колледж», «Люди N», «Скрытое зло» и «Карл Уизер, мальчик-гений»                                                                   |
|          | The Complete Series      | 1—3       | 61              | 26 октября 2021  | Все эпизоды |